# 陳省
陳省（1529年—1612年），字孔震，初號約斋，更號幼溪，福建福州府長樂縣人，軍籍，明朝政治人物。

## 生平
嘉靖三十七年（1558年）戊午科福建鄉試第八名舉人。嘉靖三十八年（1559年）中式己未科會試第十九名，三甲第十二名進士。授金華府推官，四十一年十一月选授山西道試御史，四十三年巡视蓟鎮边关，隆慶元年（1567年）巡按湖广，四年二月升大理寺右寺丞，七月升右少卿，十月进左少卿，十一月升南京都察院右僉都御史、提督操江兼管巡江，五年七月改任都察院右僉都御史，六年闰二月清理軍職貼黃，萬曆三年（1575年）三月升右副都御史巡撫陕西，八月去职。
萬曆六年（1578年）正月起復南京都察院右副都御史、提督操江兼掌巡江，尋为禮科給事中齊世臣疏論不堪起用，令在籍聽用。八年十月以原官巡撫湖廣，十年五月敘五開功，加升兵部右侍郎，十一年正月以张居正之黨被弹劾，禠職為民。
陈省回乡途中游武夷山，因迷恋武夷山水，在接笋峰下筑室隐居，名曰“云窝”。与书院诸生讲学自乐。萬曆十一年父亲去世，陈省回长乐奔丧。除服后，又往武夷山隐居，在此十三年间，留下众多摩崖石刻。万历四十年（1612年）去世，年八十四。

## 家族
曾祖陳英；祖父陳垐，贈監察御史；父陳大濩，號雙溪，進士，官思恩府同知。母趙氏；繼母高氏。具庆下。兄陈器，巡检；陈瑞，监察御史；陈謀；陈時；陈举；陈璋；陈琦，贡士；陈奉。弟陈表、陈奭、陈鬯、陈后、陈潜、陈衮、陈撰、陈健。